# Martin Spitzer (Musiker)

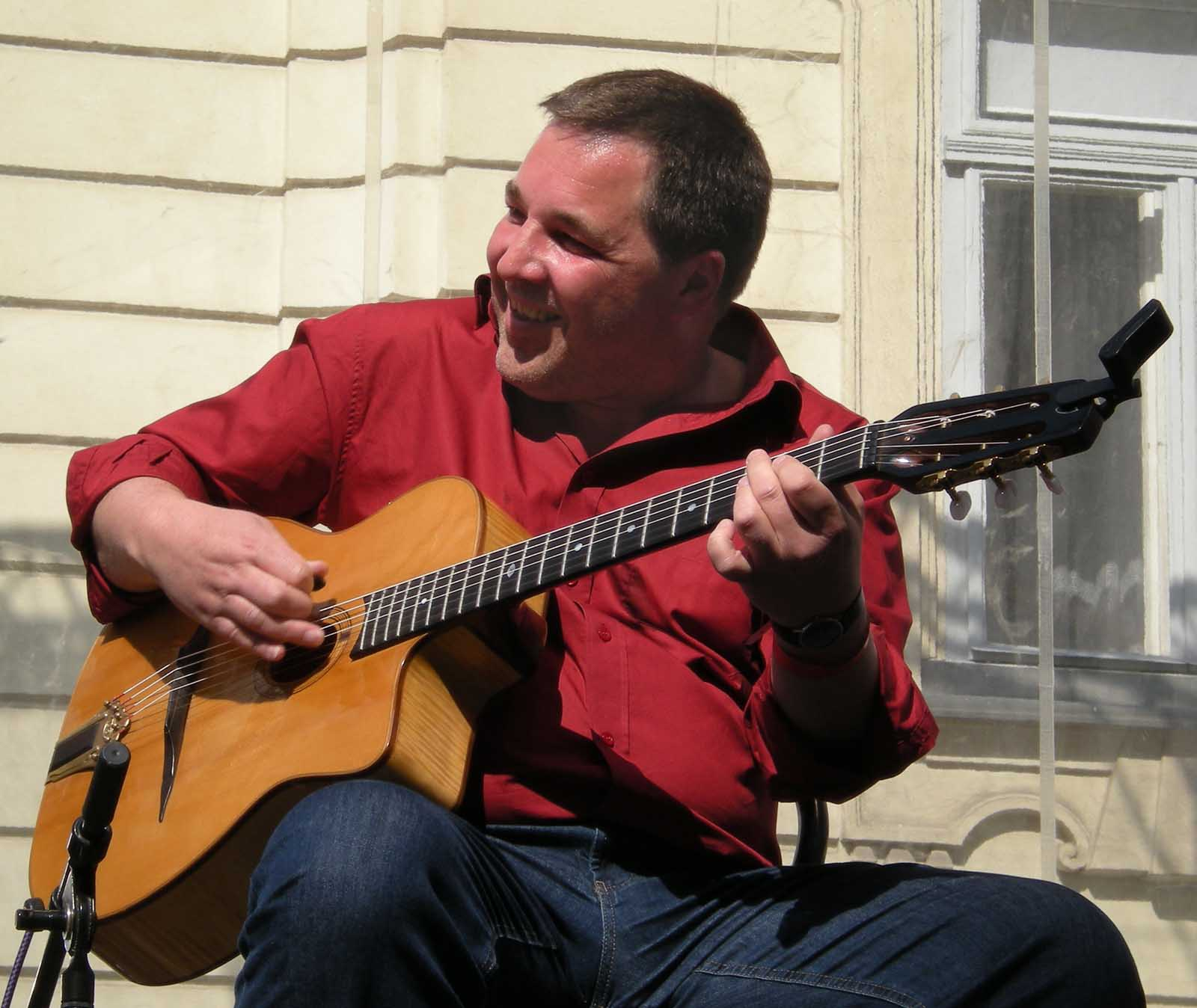
Martin Spitzer, Wien 2009

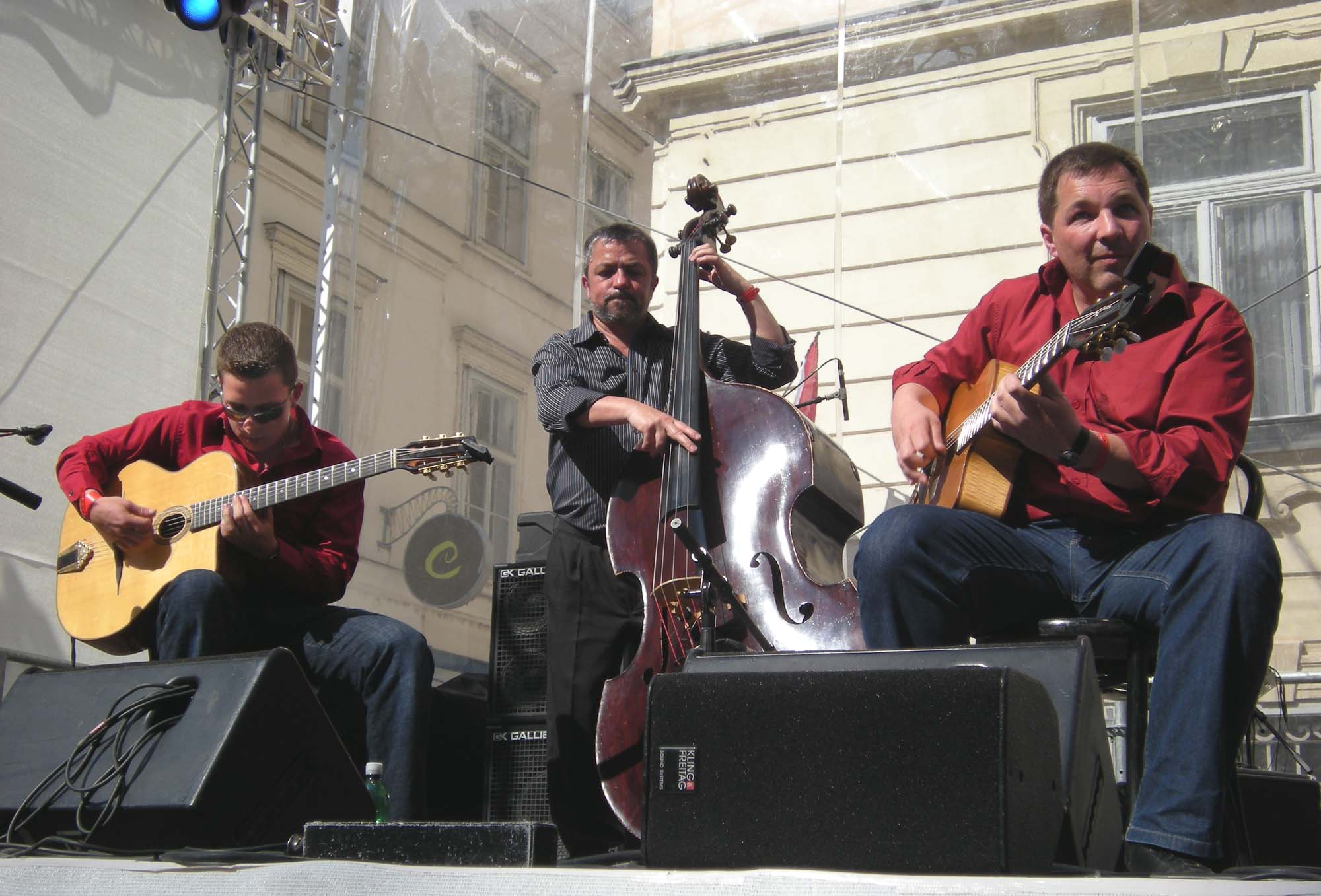
Diknu Schneeberger Trio, Wien 2009. V.r.: Martin Spitzer mit Joschi und Diknu Schneeberger;

Martin Spitzer (* 31. Dezember 1965 in Wien; † 25. Februar 2024 ebenda) war ein österreichischer Jazzgitarrist, hauptsächlich bekannt für Gypsy-Jazz, der jedoch auch in Stilrichtungen wie Modern Jazz, Latin, Funk & Soul beheimatet war.
Spitzer wirkte u. a. an Projekten und Auftritten von Annie & Jazzklusiv, Yta Moreno Group, Paul Fields’ „Gipsy Project“, Herbert Swoboda Quintett und Simone Kopmajer mit und galt als begehrter Sideman. Beispielsweise trat er mit internationalen Musikern wie Kevin Mahogany, Jeff Clayton, Junior Mance, Gene Harris, Claire Martin, Hal Singer, Warren Vaché, George Masso, Howard Alden, Danny Moss, John Allred, Greetje Kauffeld, Bill Berry, Eddie Durham, Red Holloway und anderen auf.
Martin Spitzer war auch Gitarrist im Diknu Schneeberger Trio. Er wurde am Hietzinger Friedhof bestattet.

## Auszeichnungen
- 2008: Hans-Koller-Preis als Sideman des Jahres